# Nymphon pedunculatum
Nymphon pedunculatum är en havsspindelart som beskrevs av Arnaud, F. och C.A. Child 1988. Nymphon pedunculatum ingår i släktet Nymphon och familjen Nymphonidae. Inga underarter finns listade i Catalogue of Life.